# Guazzoni (motocicleta)
Guazzoni fou una empresa italiana fabricant de motocicletes amb seu a Milà que tingué activitat entre el 1935 i el 1976. Fundada per Aldo Guazzoni, la seva raó social era Officine Meccaniche Guazzoni.

## Història
Durant la dècada del 1930, Aldo Guazzoni ja construïa motocicletes amb motors de quatre temps Calthorpe de 250, 350 i 500 cc, sobre els quals ell mateix instal·lava una caixa de canvis de quatre velocitats amb canvi per pedal molt moderna per a l'època. Guazzoni va esdevenir ràpidament una marca coneguda, però el 1939, Aldo es va veure obligat a plegar a causa de l'esclat de la Segona Guerra Mundial.

### La postguerra
Després de la guerra, Aldo Guazzoni va esdevenir representant de Moto Morini. No va ser fins al 1949 que va obrir una nova fàbrica juntament amb el seu germà Piero. Ambdós van construir ràpidament un velomotor amb clares característiques Morini. El 1950 van presentar un nou model monocilíndric de dos temps de 250 cc amb bastidor tubular i forquilla de paral·lelogram de xapa d'acer, el qual va entrar en producció el 1951. També van llançar un model de 150 cc que es va subministrar en versions diferents, entre elles la Grifo 150 de 1953, amb bastidor monobiga. El 1954, l'empresa ja disposava de models de dos temps de 125, 150 i 175 cc.
El 1955, una Guazzoni de 50 cc va establir vuit rècords mundials a Monza. L'empresa va construir un model de quatre temps de 200 cc per a la producció en sèrie a partir del qual, el 1956, va desenvolupar una moto de 175 cc OHC amb una velocitat màxima de 105 km/h. Com que la cilindrada de 175cc era molt popular a Itàlia, fins i tot en curses de llarga distància, l'empresa va llançar una 175 Gran Sport que arribava als 150 km/h. També va presentar els models lleugers Guazzonchino: el Guazzonchino Sport de 50cc que arribava a 65 km/h i el Guazzonchino de 90cc que atenyia els 85 km/h. El 1956 es va canviar el carenat de la moto dels rècords de 50cc i es van establir 21 nous rècords mundials.
El 1958 va aparèixer la Picnic de 50cc amb embragatge de volant automàtic, un ciclomotor sense suspensió posterior però amb forquilla telescòpica al davant. A més, es van presentar nous models de 98 i 125 cc, el segon dels quals destacava especialment pel seu motor de quatre temps.

### Dècada del 1960
Guazzoni va encarar la dècada del 1960 amb una àmplia gamma de models lleugers, generalment de dos temps fins a 175 cc amb cilindres horitzontals i 125 cc de quatre temps. Hi havia models esportius i versions fora d'asfalt de gairebé tots ells que van tenir èxit en competicions internacionals A més, des de finals de la dècada del 1950 s'havien començat a produir motors integrats per a karts i motors forabord.

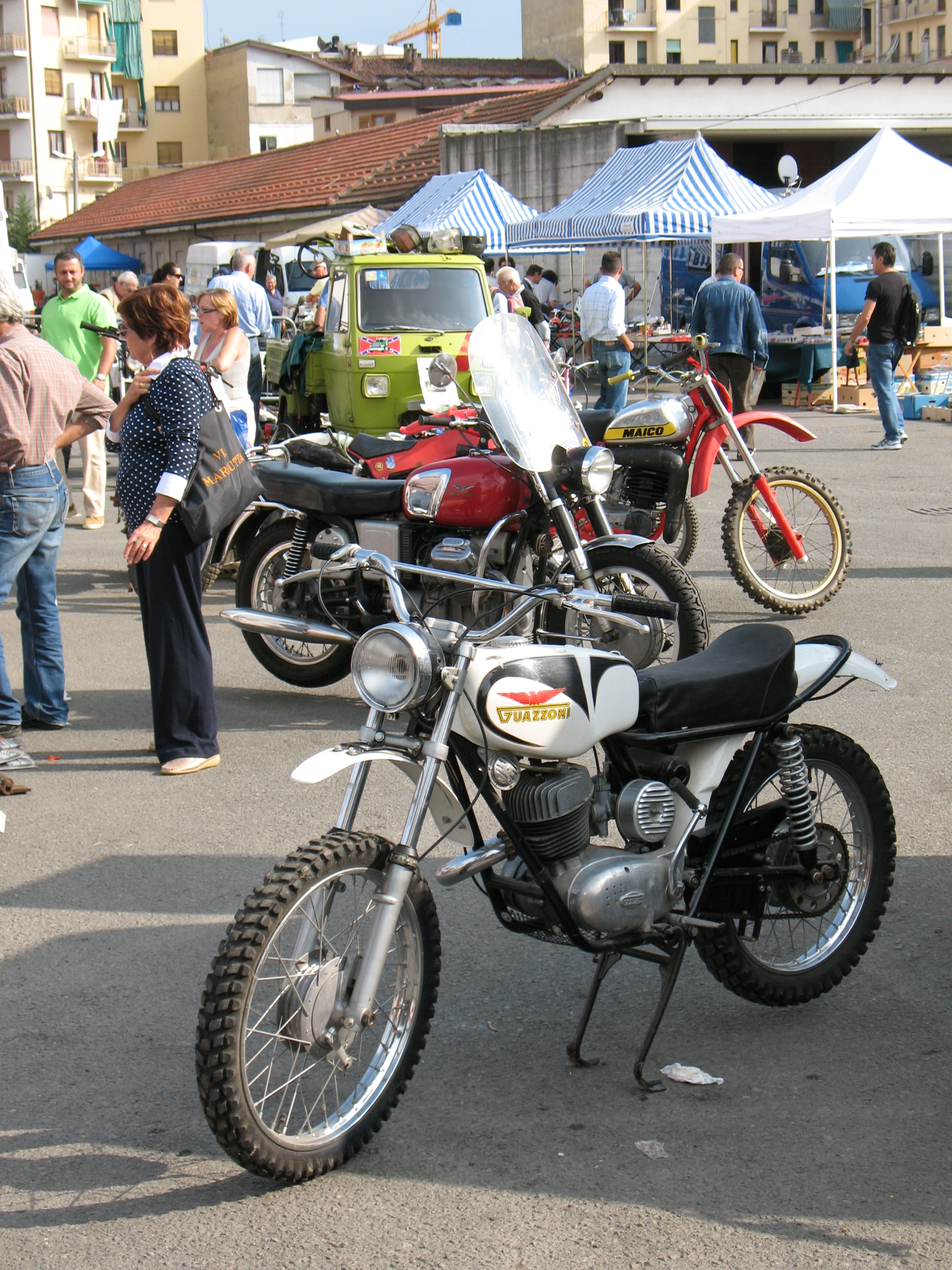
Una Guazzoni d'enduro de mitjan anys 60

El 1965 va aparèixer una moto esportiva de 50cc amb admissió de vàlvula rotativa. Estava destinada exclusivament a l'exportació i lliurava 7 CV a 10.000 rpm. Un any més tard, a partir d'aquesta es va desenvolupar la Guazzoni Matta ("boig"). Lliurava 8 CV a 10.500 rpm i, un cop la cilindrada es va haver augmentat a 60 cc, 9,5 CV al mateix règim. La Matta va ser també la base d'un model fora d'asfalt de sis marxes. El 1967 van aparèixer noves motos d'aquesta mena amb el model Modernly, que es va subministrar en versions de 125 i 150cc i la Regolarità Casa, en versions de 50, 60, 100 i 125cc. Aquests models també disposaven de vàlvules rotatives i estaven disponibles amb caixa de canvis de quatre o sis velocitats.
Tot i que Guazzoni se centrava ara en les motocicletes d'enduro, a partir de 1968 també va subministrar la moto de velocitat Cadetti de 60cc per a pilots privats. El 1969, Giovanni Lombardi va competir al campionat d'Itàlia de velocitat amb una Guazzoni de 125cc i fins i tot al mundial amb una Guazzoni de 50cc.

### Dècada del 1970
A començaments de la dècada del 1970, Guazzoni era una empresa bastant reeixida i l'únic fabricant italià capaç de subministrar motos de dos temps lleugeres amb vàlvules rotatives. El 1971 va aparèixer la Mattacross de 50cc, amb un bastidor de doble bressol completament nou.
El 1977, Aldo Guazzoni es va retirar i es va acabar la producció de ciclomotors. Els karts encara es van seguir produint i també, durant un temps, uns ciclomotors amb el nom d'Idroflex.